# Maćija
Maćija (cyr. Маћија) – wieś w Serbii, w okręgu niszawskim, w gminie Ražanj. W 2011 roku liczyła 73 mieszkańców.